# Янкі
Янкі (англ. Yankee) — назва жителів Нової Англії; пізніше, в ширшому сенсі — жителів США загалом. Значення варіюється залежно від контексту, історичного періоду та географії використання. Термін набув поширення у XVIII столітті.
- За межами США використовується на позначення мешканців країни загалом.
- Усередині США стосується переважно людей із півночі, особливо жителів Нової Англії, або їхніх нащадків чи просто пов'язаних сильними культурними зв'язками із колоніальною спадщиною і традиціями, незалежно від місця проживання[1].
- У межах Нової Англії термін використовують для позначення нащадків британських колоністів, консервативних людей «старого гарту», іноді аж до негативного забарвлення слова у відтінок ретроградності.
- Під час Війни за незалежність у Північній Америці 1775—1783 — прізвисько, що вживалося британськими солдатами щодо повстанців.
- З часів Громадянської війни 1861—1865 — прізвисько жителів північних штатів.

## Початок поширення

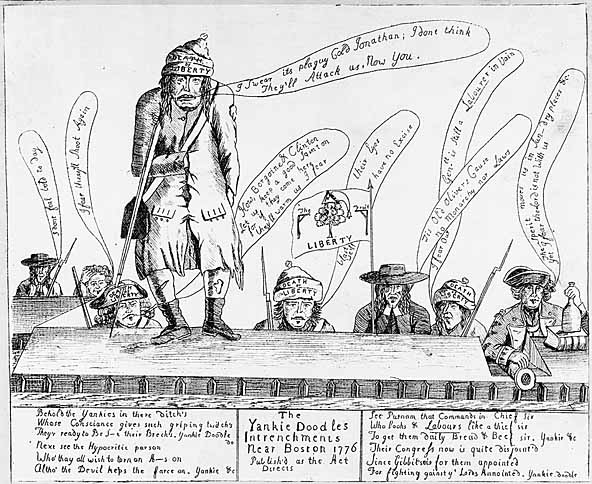
Британська карикатура

Із приводу походження слова немає єдиної думки. У 1758 році британський генерал Джеймс Вольф ужив його до своїх солдатів — уродженців Нової Англії. З цього часу поступово поширювалося саме у цьому значенні. Отож, спочатку це слово мало зневажливий відтінок і застосовувалося переважно британцями, для самоідентифікації і протиставлення себе корінним жителями колоній. Про це можна судити з карикатури, що висміює солдатів — борців за незалежність США. Важливу роль у поширенні цього слова зіграла популярна пісенька часів Війни за незалежність «Yankee Doodle», яка тепер є офіційною піснею штату Коннектикут.

## Етимологічні версії

### Індіанське походження
Англійський словник Оксфорда вказує на одне з найбільш ранніх походжень цього слова від «eankke», що позначало боязливих людей і застосовувалося індіанцями-черокі щодо колоністів Нової Англії. Існує інша версія, що це слово походить від «yinglees» (або «yingee») — прізвиська, даного блідолицим індіанцям після війни короля Філіпа і що походило, ймовірно, від самоназви колоністів — Anglais або English. Однак лінгвісти не підтримують версії індіанського походження.

### Європейське походження
У тому ж словнику є також версія про походження від поєднання слів Jan і Kees — поширених імен серед голландських колоністів, які населяли в XVII столітті територію від сучасного Нью-Йорка до Олбані. І теж використовувалося як зневажливе прізвисько спочатку до голландських колоністів, а потім і до англійських. Інша «голландська» версія була озвучена Мішелем Квіньйоном, і пов'язувалася з голландським прізвищем Janke (в англійській транслітерації: «Yanke»). Так називали тих, хто говорив англійською з характерним голландським акцентом, а пізніше назагал до носіїв північноамериканської говірки. За іншою версією, Janke є зменшувальним похідним від нижньонімецького імені Jan, а не від прізвища.

## Застосування
Спочатку слово застосовувалося лоялістами і британськими солдатами до корінних жителів повсталої Нової Англії, переважно щодо революційних солдатів. І служило для протиставлення двох сторін у конфлікті. Надалі поширилося й на жителів інших штатів і вже під час Англо-американської війни (1812—1815 роки) застосовувалося й до солдатів, котрі билися на території Огайо, не всі з яких були вихідцями з шести північних штатів. Однак перш за все слово стосувалося уродженців Нової Англії як цілком конкретної домінуючої етнокультурної групи, що характеризувалася характерним діалектом (говіркою), релігією, способом життя.
Під час Громадянської війни у США слово вживалося жителями Півдня для позначення протиборчої сторони (по відношенню вже до всіх жителів Півночі, передусім солдатів) і мало зневажливий відтінок. Після війни за традицією слово застосовували до уродженців Нової Англії, проте південці іноді використовували його для протиставлення себе півничанам, особливо з мігрантами з північних штатів. На початку XIX століття, аж до Другої світової війни, вживалося жителями англомовних країн (Нової Зеландії, Канади, Австралії та інших) для протиставлення себе американцям, але частіше в обрізаному варіанті (Jank). Нині вживається як глузливо-іронічне прізвисько для всіх білих громадян США.

## Відбиток у культурі

### Янкі-Дудл
Широкий вплив на побутування терміна справила пісня «Янкі-Дудл», популярна під час Війни за незалежність США (1775–1783) через використання американськими патріотами після битв під Лексінгтоном і Конкордом. Пісня також була популярна серед британських військ, створюючи образ простака Янкі, який устромив пір'ячко собі в капелюха й думав, що це стильно. В 1978 «Янкі-Дудл» стала офіційною піснею штату Коннектикут.